# Schlesische Landeseisenbahnen
Die Schlesischen Landeseisenbahnen (SLEB), tschechisch ab 1919: Slezské zemské dráhy (SZD) waren ein Eisenbahnunternehmen im Eigentum des Landes Schlesien in Österreich und dessen Nachfolgestaat Tschechoslowakei. Die SLEB / SZD waren insbesondere Betreiber eines Netzes schmalspuriger, elektrischer Lokalbahnen im Teschener Schlesien.
1949 wurde das Unternehmen aufgelöst und die Strecken an die Verkehrsbetriebe der Stadt Ostrava (Dopravní podniky města Ostravy; DPmO) übertragen.

## Geschichte
Ihren Ursprung hatten die Schlesischen Landeseisenbahnen in der 1904 eröffneten Lokalbahn Polnisch-Ostrau–Hruschau der Mährisch-Schlesischen Lokalbahn-Aktien-Gesellschaft (MSLAG). Deren Strecke begann in Polnisch Ostrau und führte weitgehend in Straßenseitenlage nach Hruschau. Am 8. November 1910 beschloss der schlesische Landtag den Ankauf aller Aktien der Bahn, die bislang von der Gemeinde Polnisch Ostrau und der Mährisch-Ostrauer Elektrizitätsgesellschaft gehalten wurden. Im Eigentum des Landes Schlesien wurde die Lokalbahn Polnisch Ostrau–Hruschau unmittelbar darauf mit elektrischer Fahrleitung ausgerüstet. Am 28. Oktober 1911 begann dort der elektrische Eisenbahnbetrieb.
Am 8. November 1911 beschloss der schlesische Landtag den Bau eines Netzes schmalspuriger, elektrifizierter Lokalbahnen im Ostrau-Karwiner Industriegebiet als Schlesische Landeseisenbahnen.

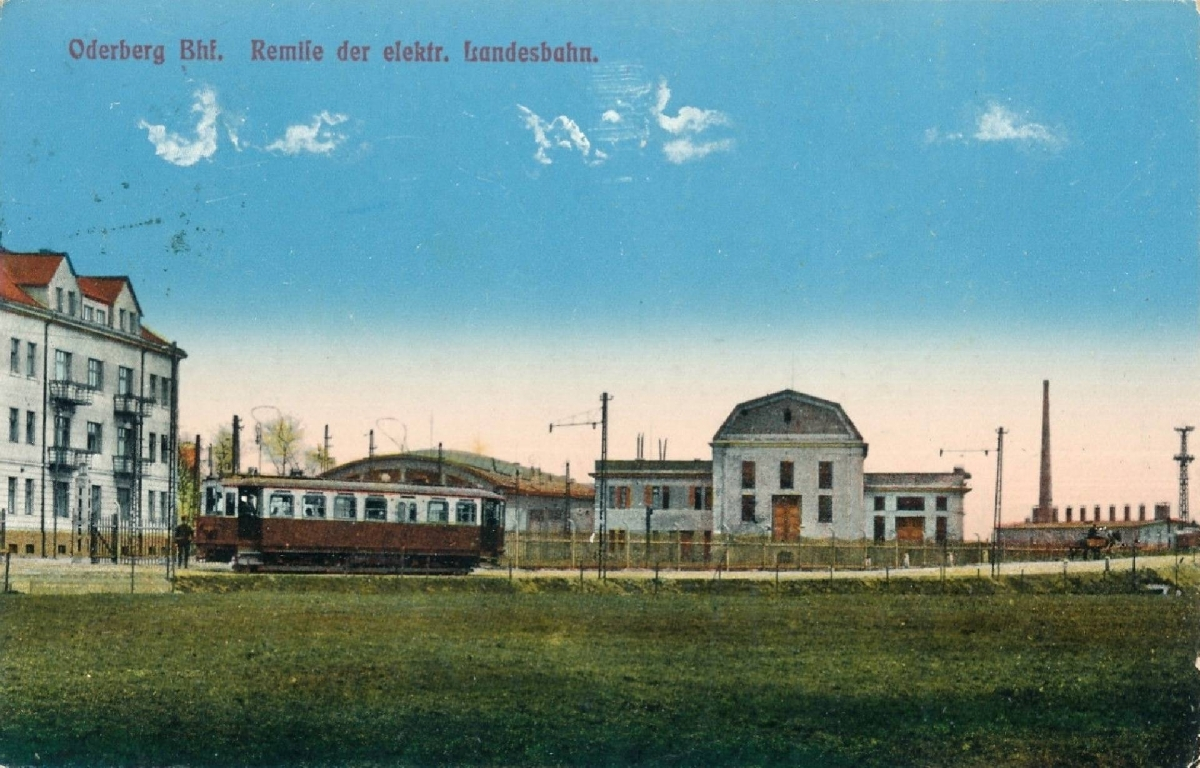
Remise Oderberg. Der Triebwagen fährt in Richtung Deutsch Leuten. (vor 1920)

Als erste Strecke wurde am 2. September 1912 die Linie zwischen Polnisch Ostrau und Michalkowitz in Betrieb genommen. Im Jahr 1913 wurde die Strecke von Freistadt über Karwin nach Orlau sowie von Kopaniny über Deutsch Leuten nach Oderberg abschnittsweise eröffnet. Dazu kam 1914 noch die Verbindung zwischen Hruschau und Oderberg, die beide Teilnetze miteinander verband. In Polnisch Ostrau gab es  zudem eine Verbindungsbahn zur Lokalbahn Ostrau–Karwin (LBOK).
Nachträglich erhielt der Landesausschuß für das Herzogtum Schlesien am 12. Dezember 1912 die Konzession für die Lokalbahnen von Polnisch Ostrau nach Michalkowitz und von Karwin nach Deutsch Leuten sowie Freistadt. Die Frist bis zur Fertigstellung der Strecken war mit zwei Jahren ab Konzessionserteilung bemessen. Darüber hinaus bestimmte die Konzession, dass nur Personen- und Gepäckverkehr durchgeführt werden soll. Die Konzessionsdauer war bis zum 13. November 1993 festgesetzt. Am 11. Mai 1915 wurde die Konzession noch um die Strecken von Hruschau nach Oderberg, von Oderberg nach Deutsch Leuten und von Kopaniny nach Orlau ergänzt.
Als letzte Erweiterung des schmalspurigen Netzes wurde am 1. Oktober 1917 die nur 300 Meter lange Streckenverlängerung über die Landesgrenze von Polnisch Ostrau nach Mährisch Ostrau, Reichsbrücke eröffnet. Dort bestand nunmehr ein direkter Übergang zum regelspurigen Netz der Brünner Local-Eisenbahn-Gesellschaft (BLEG).
Nach dem Zerfall Österreich-Ungarns infolge des Ersten Weltkriegs lag das Bahngebiet der Schlesischen Landeseisenbahnen auf dem Staatsgebiet der neu gründeten Tschechoslowakei. Das Unternehmen firmierte fortan tschechisch als Slezské zemské dráhy. Nach der Fusion der Länder Mähren und Schlesien zum Land Mähren-Schlesien am 1. Dezember 1928 wurde das Unternehmen dann in Moravskoslezské zemské dráhy (Mährisch-Schlesische Landesbahnen) umfirmiert.
Zwischen 1925 und 1927 nahmen die Mährisch-Schlesischen Landeseisenbahnen noch die regelspurige Lokalbahn von Schönbrunn-Witkowitz nach Kijowitz in Betrieb.

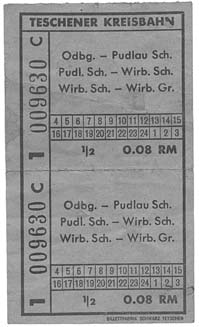
Fahrschein der Teschener Kreisbahn (nach 1939)

Infolge des Münchner Abkommens lag die Lokalbahn Schönbrunn-Witkowitz–Kyjowitz ab 1. Oktober 1939 zur Gänze auf deutschem Staatsgebiet. Den größten Teil des Verkehrsgebietes mit den Schmalspurstrecken im sogenannten Teschener Schlesien annektierte jedoch Polen am 10. Oktober 1938 ohne jedwede völkerrechtliche Anerkennung. Der Eisenbahnverkehr über die neue Staatsgrenze wurde eingestellt. In Polen firmierten die Schlesischen Landeseisenbahnen fortan polnisch als Śląskie kolejki krajowe. Diese Situation änderte sich auch nicht nach dem Überfall auf Polen am Beginn des Zweiten Weltkrieges im September 1939 und der nachfolgenden Eingliederung des Gebietes in das Deutsche Reich. In Deutschland firmierte der Verkehrsbetrieb als Teschener Kreisbahn.
In der sogenannten Rest-Tschechei verblieben nach Oktober 1938 lediglich die kurzen Abschnitte von Ostrau, Reichsbrücke nach Michalkowitz sowie nach Hruschau. Die regelspurige Lokalbahn Schönbrunn-Witkowitz–Kijowitz wurde am 1. Jänner 1943 für drei Millionen Kronen an die Mährische Lokaleisenbahn-Gesellschaft (Společnost moravských místních drah; SMMD) verkauft, die das Netz der Straßenbahn Ostrava betrieb. Auch die im Protektorat Böhmen und Mähren verbliebenen Schmalspurstrecken wurden am 1. Mai 1943 von der Landesverwaltung an die SMMD übertragen.
Nach dem Zweiten Weltkrieg wurden die Schlesischen Landeseisenbahnen im Mai 1945 als Zemské dráhy in der alten Form wieder hergestellt. Lediglich die regelspurige Lokalbahn Schönbrunn-Witkowitz–Kijowitz verblieb im Eigentum der SMMD. Der Eisenbahnbetrieb wurde nach Beseitigung der Kriegsschäden ab 3. Mai 1945 auf allen Strecken stufenweise wieder aufgenommen.
Am 1. April 1947 wurde die Städtische Elektrische Bahn Oderberg in die schlesischen Landesbahnen eingegliedert.
Zum 1. Oktober 1949 wurden die Landesbahnen aufgelöst und die Strecken und Fahrzeuge an die Verkehrsbetriebe der Stadt Ostrava (Dopravní podniky města Ostravy; DPmO) übertragen.
Heute ist keine der schmalspurigen Landesbahnstrecken mehr in Betrieb. Ein möglicher Umbau der Strecken auf Regelspur und eine vollständige Integration in das Netz der Straßenbahn Ostrava erfolgte nicht mehr. Die Strecke zwischen Ostrava und Hrušov wurde bis 1962 durch einen Oberleitungsbus ersetzt, alle anderen Verbindungen wurden bis 1. Oktober 1973 stillgelegt und auf Autobusbedienung umgestellt. Die regelspurige Strecke nach Kyjovice ist dagegen in das Netz der Straßenbahn Ostrava einbezogen worden und wird in dichtem Takt von der Linie 5 (Vřesinská–Zátiši) bedient.

## Strecken
Bosnische Spur 760 mm
- Polnisch-Ostrau–Michalkowitz
- Oderberg Bahnhof–Hruschau–Polnisch-Ostrau–Mährisch-Ostrau (Hruschau–Polnisch-Ostrau 1911 von MSLAG übernommen)
- Oderberg Bahnhof–Kopaniny–Karwin–Freistadt
- Kopaniny–Orlau Markt
- Oderberg Bahnhof–Oderberg Stadt (1947 von der Straßenbahn Bohumín (Oderberg) übernommen)

Regelspur 1435 mm
- Schönbrunn-Witkowitz–Kyjowitz (1943 an Mährische Lokaleisenbahn-Gesellschaft verkauft)

## Fahrbetriebsmittel

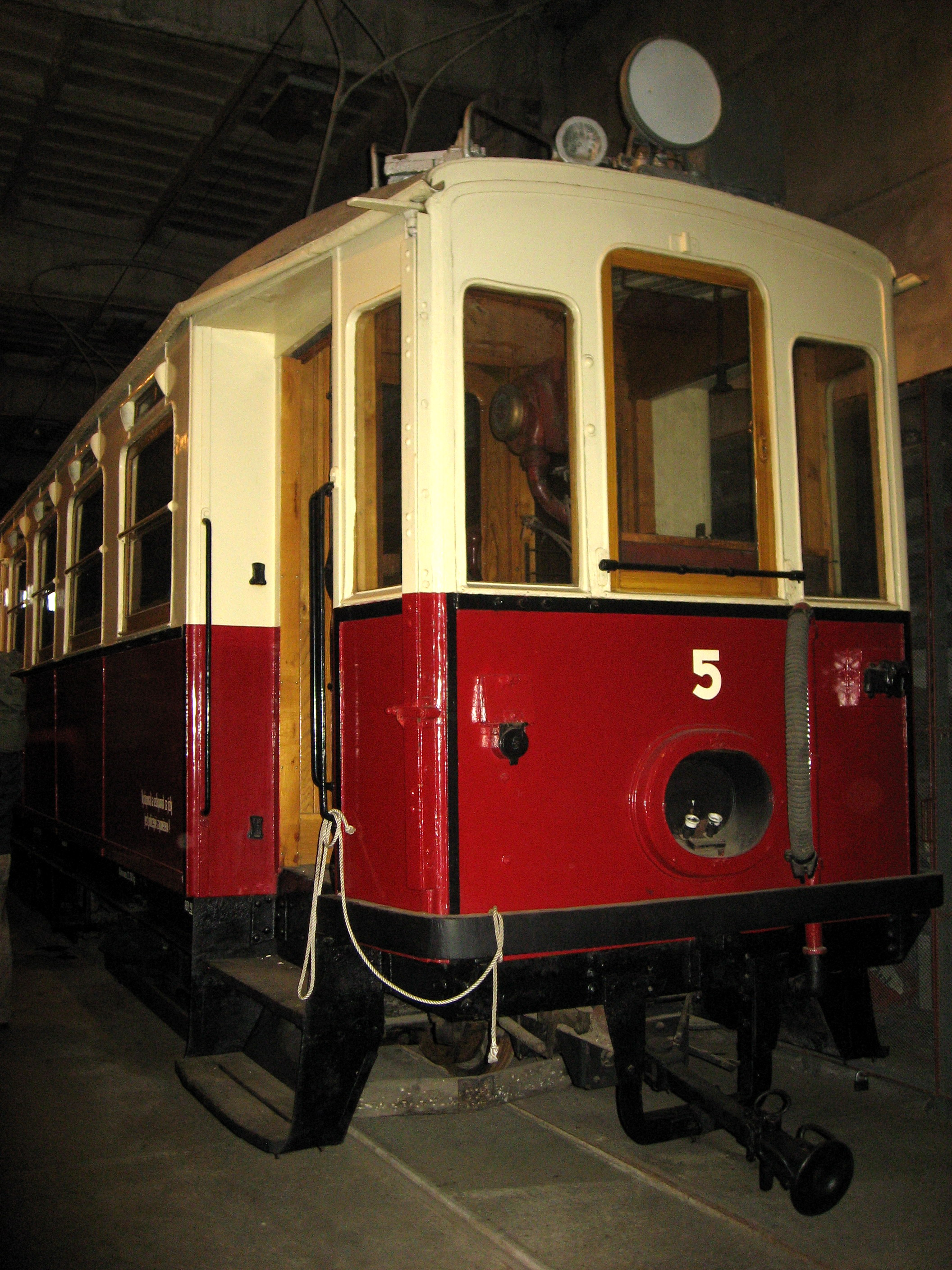
Triebwagen 5 im Depot Brno-Líšeň des Technischen Museums in Brünn (2005)

Die SLEB erwarben für ihre Schmalspurstrecken zwischen 1912 und 1920 insgesamt 18 vierachsige elektrische Triebwagen bei Nesselsdorf und den ÖSSW. Die Fahrzeuge wurden durch den Verkehrsbetrieb Ostrava bis 1973 im Linienverkehr eingesetzt. Der Triebwagen 5 (DPmO: 405) blieb in der Straßenbahnsammlung des Technischen Museums Brünn museal erhalten. Er ist heute in den Ursprungszustand zurückversetzt für die Öffentlichkeit unzugänglich im Museumsdepot Brno-Líšeň hinterstellt.
Für den Betrieb auf der regelspurigen Lokalbahn nach Kyjowitz erwarben die Schlesischen Landeseisenbahnen 1925 vier gebrauchte Lokomotiven der ČSD-Baureihe 310.1, acht Personenwagen, drei Güterwagen und einen Dienstwagen. Im Jahr 1927 kamen nochmals fünf Personenwagen hinzu.